# Tilleul (roman, 2015)
Pour les articles homonymes, voir Tilleul (homonymie).
Tilleul est un roman psychologique français d'Hélène Lenoir, publié en 2015 par les Éditions Grasset.

## Trame narrative
Dans une province française, semble-t-il, dans les années 2000 ou 2010, 
Gilles et Sophie Harper ont hérité du domaine familial, de la maison familiale, à la mort de la mère, cinq ans plus tôt. Gilles l'a partiellement fait restaurer pour y recueillir sa sœur Sophie et sa fille Carole. Depuis un an, ils ont d'un commun accord vendu 7 000 m2 de terrain à la famille Bormann, qui aurait préféré acheter l'ensemble de la propriété (dont la vieille bicoque à raser), et qui en moins d'un an a fait construire une nouvelle maison à trois niveaux. Le jardinier paysagiste Jonas Raasch, essaie d'aménager entre les deux maisons une barrière végétale acceptable, vient voir de chez les Harper l'aspect du tilleul et rencontrer Sophie.

## Personnages
- Mme Harper, mère morte, attachée à son (seul) fils,
- Mr Harper, père éloigné, toujours en voyage d'affaires, désormais retiré en Toscane avec sa nouvelle compagne,
- Gilles Harper (40 ans ?), célibataire, attaché à sa mère, à la maison, à la propriété (chevreuils, lapins), au tilleul (tilia tomentosa, désormais sur la propriété voisine, autrefois susceptible de soutenir une balançoire),
- Sophie Harper, 38 ans, instable, fragile, célibataire, tentée de mettre fin à des contrats à la noix et arrangements sordides (p. 60),
- Carole, 17 ans, fille unique, élevée par sa mère seule, choyée par son oncle Gilles (Gilou-géant chéri), pendant de brèves périodes de fusion (ou de vacances), depuis un an en pension à 200 km à sa demande apparemment,
- X, père de Carole, absent, expatrié,
- Jonas Raasch, 45 ans, jardinier-paysagiste (avec une petite équipe), marié (à Barbara), disponible,
- Mlle Ravier (55-60 ans), et son chien Bodo, connaissance de Gilles et partenaire de jeux de société,
- Copains de café de Gilles : Casati, Robert,
- Copains de Charlotte : Manu, Steve, Diego,
- Mme Bormann, juriste en congé parental,
- Philippe Roux, ancien copain de lycée de Sophie, et qui lui permet d'obtenir un CDD de deux ans à Strasbourg (deux mille six net) et de quitter la cohabitation avec son frère.

Le personnage mobile est Sophie, pour qui ce séjour est provisoire.
Le maître d'œuvre est Gilles, ancien scout, grand et fort, solide, discret, salarié, sérieux, généreux, positif, puisqu'il a tout fait pour elles, pour les sortir du caniveau (p. 52). Pourtant, parfois, elle le trouve bizarre, fou, dangereux : est-il ange ou Barbe Bleue ? Dans le grand foulard blanc de sa mère, cette espèce d'eunuque au visage si candide et son grand rêve de la sacro-sainte famille, ou encore le regard vague dans son visage inexpressif d'enfant malade (p. 109), ses jumelles, le panneau chien méchant... Ma liberté !

## Éditions
- Tilleul, Paris, Éditions Grasset et Fasquelle, 2015, 192 pages  (ISBN 978-2-246-85676-4)

## Réception
La réception francophone est bonne pour cette confrontation (provinciale) de quatre libertés contrariées,,.